# Cryphia nigrescens
Cryphia nigrescens là một loài bướm đêm trong họ Noctuidae.